# Filip Novák (piłkarz)
Filip Novák (ur. 26 czerwca 1990 w Przerowie) – czeski piłkarz grający na pozycji lewego obrońcy.

## Kariera klubowa
Swoją karierę piłkarską Novák rozpoczął w klubie FC Zlín. W 2009 roku awansował do pierwszego zespołu. 18 kwietnia 2009 zadebiutował w nim w pierwszej lidze czeskiej w wygranym 2:0 domowym meczu z 1. FK Příbram. Na koniec sezonu 2008/2009 spadł ze Zlínem do drugiej ligi. W barwach Zlínu grał do końca sezonu 2010/2011.
Latem 2011 Novák przeszedł do pierwszoligowego FK Baumit Jablonec. Swój debiut w nim zaliczył 15 sierpnia 2011 w zwycięskim 5:0 domowym meczu z Bohemiansem 1905. W maju 2013 wystąpił w wygranym po serii rzutów karnych (po 120 minutach był remis 2:2) finale Pucharu Czech z FK Mladá Boleslav. Z kolei w lipcu 2013 zdobył Superpuchar Czech (wystąpił w wygranym 3:2 meczu z Viktorią Pilzno. W drużynie Baumitu występował do sierpnia 2015.
W sierpniu 2015 roku Novák podpisał czteroletni kontrakt z FC Midtjylland, mistrzem Danii z sezonu 2014/2015.
W 2018 roku Novák odszedł do Trabzonsporu. Zadebiutował w nim 21 stycznia 2018 w zremisowanym 2:2 wyjazdowym meczu z Konyasporem.
| Sezon   | Klub               | Kraj   | Rozgrywki   | Mecze |    |
| ------- | ------------------ | ------ | ----------- | ----- | -- |
| 2008/09 | FC Zlín            | Czechy | I liga      | 3     | 0  |
| 2009/10 | FC Zlín            | Czechy | II liga     | 26    | 1  |
| 2010/11 | FC Zlín            | Czechy | II liga     | 29    | 8  |
| 2011/12 | FK Baumit Jablonec | Czechy | I liga      | 18    | 0  |
| 2012/13 | FK Baumit Jablonec | Czechy | I liga      | 29    | 3  |
| 2013/14 | FK Baumit Jablonec | Czechy | I liga      | 27    | 0  |
| 2014/15 | FK Baumit Jablonec | Czechy | I liga      | 29    | 11 |
| 2015/16 | FK Jablonec        | Czechy | I liga      | 3     | 0  |
| 2015/16 | FC Midtjylland     | Dania  | Superligaen |       |    |

## Kariera reprezentacyjna
W swojej karierze Novák grał w młodzieżowych reprezentacjach Czech. W dorosłej reprezentacji Czech zadebiutował 31 marca 2015 w przegranym 0:1 towarzyskim meczu ze Słowacją, rozegranym w Żylinie, gdy w 81. minucie zmienił Adama Hlouška.